# Meroglossa modesta
Meroglossa modesta là một loài Hymenoptera trong họ Colletidae. Loài này được Houston mô tả khoa học năm 1975.

## Hình ảnh

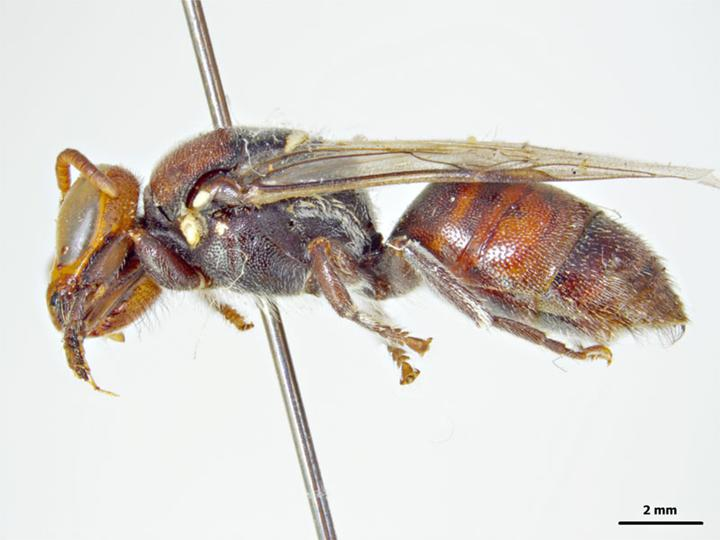